# Driss Fettouhi
Driss Fettouhi né le 30 septembre 1989 à Casablanca (Maroc) est un footballeur international marocain. 
Il évolue comme milieu offensif pour Al-Markhiya SC.

## Biographie

### Club

#### Début au WAC
Driss Fettouhi a commencé le football au WAC Casablanca, jusqu'à l'âge de 13 ans, quand il décide d'arrêter le football en club. Mais à l'âge de 16 ans, Driss s'inscrit à une émission de télé-réalité de la télévision marocaine « Le pied d'or ». Le gagnant et les neuf autres finalistes gagnent le droit de participer à un stage de détection au centre de formation du Havre AC. Et en janvier 2007, Driss Fettouhi est le vainqueur de l'émission et participe donc à ce stage. Quelques semaines après, il signe un contrat stagiaire de deux saisons.

#### Du Havre à Istres
Malgré une apparition en Ligue 1 contre l'OGC Nice lors de la saison 2008-2009, le HAC ne propose pas à Driss de passer professionnel. Driss s'engage alors avec le FC Istres Ouest Provence, club de Ligue 2, à l'été 2009.
Le 14 janvier 2013, Driss Fettouhi signe en faveur de l'Ajman Club aux Émirats arabes unis.

### Sélection nationale
Il est international olympique marocain depuis le 9 février 2011 lors de la rencontre qui a opposé le Burkina Faso au  Maroc dont il était le capitaine. Cette rencontre amicale s'est terminée sur le score de 3-1 en faveur du Maroc. Depuis, Fettouhi est titulaire dans presque tous ses matchs.
Il s'est qualifié avec l'équipe du Maroc olympique de football aux Jeux olympiques de Londres 2012.
En mai 2016, des articles de presse annoncent qu'il prend la nationalité sportive indonésienne,. En octobre 2016, la PSSI (association du football indonésien) déclare qu'une enquête est ouverte pour vérifier l'authenticité du passeport du footballeur avant une éventuelle sélection en équipe nationale pour l'AFC Suzuki Cup. Cette enquête fait suite à une rupture de contrat entre le club d'Al Kharitiyath Sports Club et Driss Fettouhi à cause d'un « problème de passeport » selon des sources officielles.
Le 22 novembre 2021, il figure parmi les 23 sélectionnés de Houcine Ammouta pour prendre part à la Coupe arabe de la FIFA 2021. Le 1er décembre 2021, il dispute son premier match avec l'équipe du Maroc A' face à la Palestine en entrant en jeu à la 83ème minute à la place de Yahya Jabrane (victoire, 4-0).

## Palmarès
Maroc olympique
- Championnat d'Afrique des nations des moins de 23 ans
  - Finaliste en 2011

 Ajman Club
- Etisalat Emirates Cup
  - Vainqueur en 2013.